# Flugplatz Perleberg

i7
i11
i13
Der Flugplatz Perleberg (ICAO-Code: EDUP) ist ein in den 1930er Jahren errichteter ehemaliger Militärflugplatz in Perleberg im Landkreis Prignitz in Brandenburg. Er wird derzeit als Sonderlandeplatz durch den Aero-Club Perleberg e. V. betrieben.

## Geschichte
Die Nutzung des Geländes begann im Ersten Weltkrieg in den Jahren 1914 bis 1918 mit der Errichtung einer Fliegerstation. Nach dessen Beendigung wurde die Station gemäß den Bestimmungen des Versailler Vertrages aufgelöst und der Flugplatz geschlossen. Eine erste zögerliche Weiternutzung fand in den 1920er Jahren durch die Errichtung eines Landeplatzes für die sich entwickelnde zivile Luftfahrt statt.
Nach der Machtübernahme der Nationalsozialisten wurde ab 1934 der Ausbau des Platzes als Fliegerhorst der Wehrmacht kontinuierlich vorangetrieben; es wurden insgesamt sechs Flugzeughallen am südlichen und südöstlichen Platzrand samt asphaltiertem Vorfeld und ein Kasernenkomplex im Südteil errichtet sowie ein Gleisanschluss zur Bahnstrecke Perleberg–Wittenberge gelegt. Durch den staatlichen Ankauf von Teilen des Tonkithal und des zum Perleberger Stadtforst gehörenden Reviers „Alte Eichen“ wurde die Fläche auf etwa 1700 × 1200 m vergrößert. Bereits im Juni 1935 wurde in Perleberg mit der Ausbildung von Angehörigen der Luftwaffe begonnen und auch im folgenden Zeitraum sollte der Schulbetrieb die Hauptfunktion des Platzes bis kurz vor Kriegsende bleiben. Von 1940 bis 1943 nutzten die Norddeutschen Dornier-Werke Perleberg zum Einfliegen der Flugzeuge, die in ihrem unweit des Platzes errichteten Zweigbetrieb produziert wurden. Im Verlauf des Jahres 1944 erfolgten anglo-amerikanische Luftangriffe, denen unter anderem am 18. April eine der Flugzeughallen zum Opfer fiel. Im Januar des Jahres 1945 begann die Umschulung von Teilen des Schlachtgeschwaders 9 auf die mit der Luft-Boden-Rakete „Panzerblitz“ ausgerüstete Erdkampfversion des Jagdflugzeugs Fw 190. Im April 1945 lag der Fliegerhorst bereits im Kampfbereich westalliierter Truppen und am 3. Mai wurde er schließlich von Soldaten der Roten Armee, im Speziellen der 2. Belorussischen Front, eingenommen. Zu dieser Zeit betrugen Länge und Breite der Start- und Landebahn 1500 m × 800 m.
Folgende Belegungen durch Luftwaffeneinheiten sind dokumentiert:
| Von              | Bis                       | Einheit                                                      | Ausrüstung | Anmerkungen |
| ---------------- | ------------------------- | ------------------------------------------------------------ | ---------- | --- |
| Juni 1935        | 1. November 1939          | Flugzeugführerschule C Perleberg                             |            | bis 1. Oktober 1936 Fliegerübungsstelle Perleberg, im November 1939 nach Sprottau verlegt                                                              |
| 1. November 1939 | 31. Oktober 1940          | Schule/Fluganwärterregiment 22                               |            | |
| März 1940        | April 1940                | Zerstörerstaffel Kampfgeschwader 30                          | Ju 88 C    | |
| 27. März 1940    | 4. Mai 1940               | I./Kampfgeschwader 4                                         | He 111 P   | Schulbetrieb mit Einsatzverlegungen im Rahmen des Unternehmen Weserübung (20.–25. April nach Aalborg-West, 30. April–2. Mai nach Oslo-Fornebu)         |
| 16. Mai 1940     | Juli 1940                 | II./Kampfgeschwader 30                                       | Ju 88 A    | Umrüstung auf Ju 88 A mit Zwischenverlegung nach Le Culot (15.–18. Juni)                                                                               |
| 1. November 1940 | 31. Mai 1941              | Stab, 1., 2. und 3./Ergänzungskampfgruppe 6 (Neuaufstellung) |            | ehemals III./KG 30 |
| 20. Februar 1941 | 16. April 1941            | Stab und 1./Küstenfliegergruppe 506                          | Ju 88 A    | Umrüstung auf Ju 88 A |
| Mai 1942         | 10. März 1945 (aufgelöst) | Aufklärungsfliegerschule 3                                   |            | ab Oktober 1942 Fernaufklärungfliegerschule 3 ab 15. Februar 1943 II./Fernaufklärungsgeschwader 101 ab 4. Februar 1945 I.(F)/Aufklärungsgeschwader 103 |
| 15. Februar 1943 | 10. März 1945 (aufgelöst) | Stab/Fernaufklärungsgeschwader 101                           |            | Aufstellung infolge Umstrukturierung der Aufklärerausbildung                                                                                           |
| Oktober 1944     | Dezember 1944             | Stab und I./Jagdgeschwader 6                                 |            | stationiert zwecks Auffrischung |
| Januar 1945      | Ende Februar 1945         | 13.(Pz)/Schlachtgeschwader 9                                 | Fw 190 F   | Umrüstung auf Fw 190 F |
| Januar 1945      | April 1945                | Stab und IV.(Pz)/Schlachtgeschwader 9                        | Hs 129 B   | |
| Ende Januar 1945 | März 1945                 | 3.(Pz)Schlachtgeschwader 9                                   | Fw 190 F   | Umrüstung auf Fw 190 F |
| Ende Januar 1945 | April 1945                | Stab I.(Pz)/Schlachtgeschwader 9                             | Fw 190 F   | Umrüstung auf Fw 190 F |
| 13. April 1945   | April 1945                | I. und II./Jagdgeschwader 27                                 |            | Zwischenbelegung mit Ziel Schwerin-Görries |

Nach der Besetzung wurde der Flugplatz von den sowjetischen Luftstreitkräften übernommen und bis 1949 von verschiedenen Jagdfliegereinheiten genutzt. Zwei der Flugzeughallen wurden nach Kriegsende abgerissen. 1949 wurden die regulären Fliegerverbände abgezogen und das Gelände den Landstreitkräften überstellt, aber drei Jahre später erfolgte 1952 ein Ausbau zu einem Reserveflugplatz der Kategorie „Vorbereiteter Naturflugplatz“ der Luftstreitkräfte, einem sogenannten „Schläfer“, was auch eine Vergrößerung der Grasnarbe auf 2500 × 350 m und das Anlegen von Flakstellungen beinhaltete. Später folgten Boden-Luft-Raketen vom Typ S-75 „Dwina“ und 2K11 „Krug“. Seitdem fanden keine Stationierungen von fliegenden Verbänden mehr statt, lediglich zwischen 1957 und 1961 wurden einige Flugbewegungen von Mi-1- und Mi-4-Hubschraubern registriert. Im Laufe der Nutzung bauten die sowjetischen Truppen den Wohnbereich mehrfach aus, so geschehen zum Ende der 1950er Jahre und in den Jahren 1970/1971 und 1988/1989, wobei in letzteren auch fünfgeschossige Plattenbauten errichtet wurden. Bis in die 1960er Jahre hinein war es außerdem der GST der DDR gestattet, auf dem Platz Segelflug zu betreiben. Nach dem beschlossenen Abzug der Sowjetarmee wurde der Flugplatz den deutschen Behörden übergeben, die ihn zur Konversionsfläche erklärten und zu Beginn der 2000er Jahre den Rückbau der Gebäude und technischen Anlagen veranlassten.
Stationierungen durch sowjetische Luftstreitkräfte:
| Von  | Bis  | Einheit                                                                                                   | Ausrüstung                      | Anmerkungen |
| ---- | ---- | --- | ------------------------------- | --- |
| 1945 | 1947 | 64., 65. und 66. Gardejagdfliegerregiment                                                                 | Jak-3 und Jak-9                 | Einheiten der 4. Gardejagdfliegerdivision, in Perleberg mit Stab stationiert, innerhalb des 1. Gardejagdfliegerkorps |
| 1947 | 1949 | 20. Gardejagdfliegerregiment 165. Jagdfliegerregiment 739. Jagdfliegerregiment (Belegung nicht gesichert) | Jak-9, evtl. auch P-63 und La-9 | 1949 Verlegung des 20. Gw IAP nach Parchim, Einheit der 16. Luftarmee                                                |

Der Flugplatz Perleberg wurde am 23. Oktober 1997 als Segelfluggelände zugelassen. Am 22. Februar 2023 wurde das Segelfluggelände in einen Sonderlandeplatz umgewandelt.

## Flugbetrieb
Der Flugplatz Perleberg verfügt über eine 1400 Meter lange Start- und Landebahn aus Gras (Richtung 11/29). Er besitzt eine Betriebsgenehmigung für Motorflugzeuge bis zu einer höchstzulässigen Startmasse von 5700 kg, Motorsegler, Segelflugzeuge und Ultraleichtflugzeuge. Die zugelassenen Startarten für Segelflugzeuge und nichtselbststartende Motorsegler sind Windenstart und Flugzeugschlepp. Landungen und Starts von Luftfahrzeugen, die nicht am Flugplatz beheimatet sind, bedürfen einer Zustimmung des Platzhalters (PPR).

## Oldtimer-Treffen Perleberg

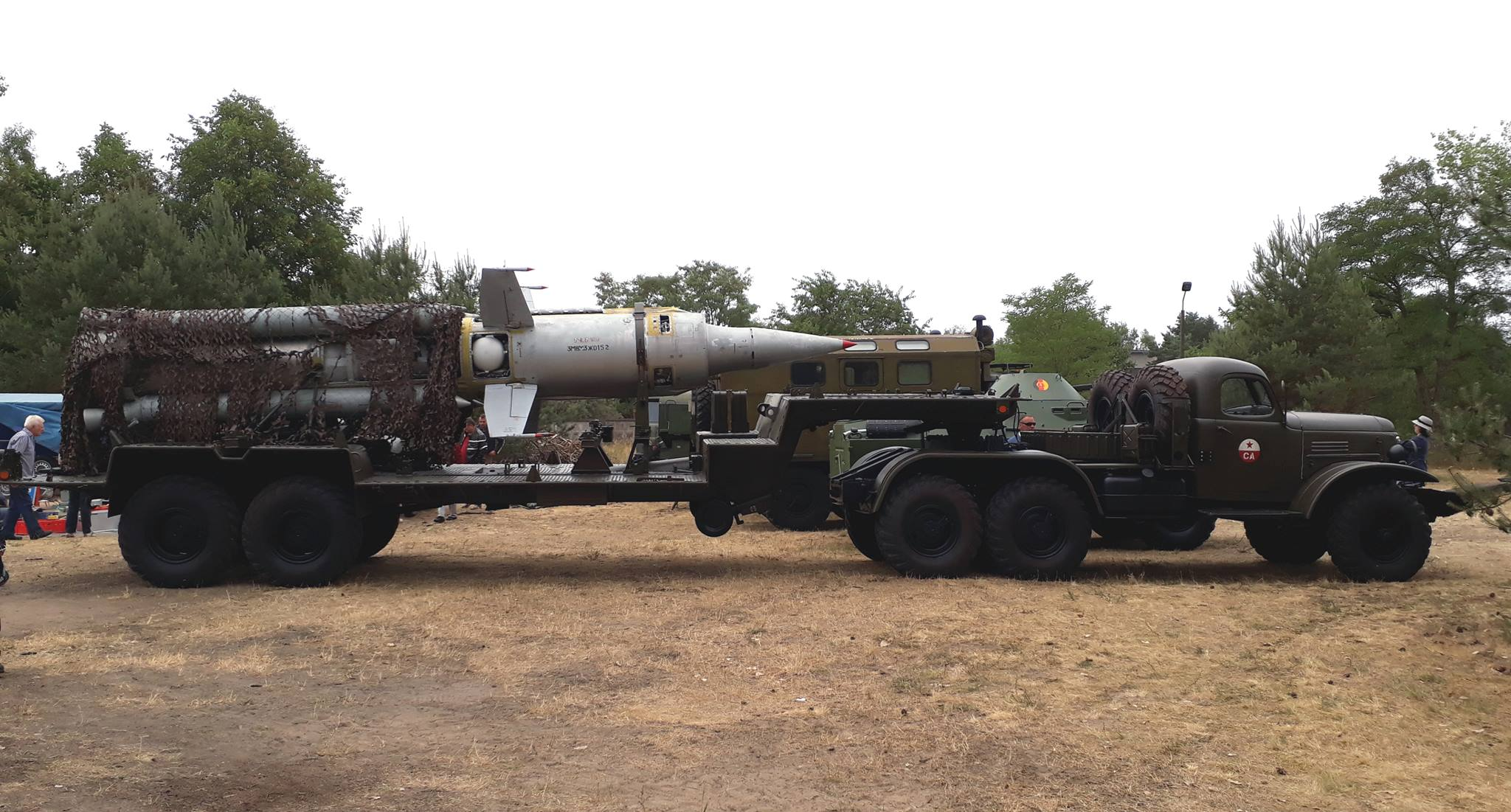
Oldtimertreffen Perleberg: 2K11 Krug und ZIL-131

Alljährlich veranstaltet der Oldtimerfreunde Perleberg e. V. das im Juli stattfindende Oldtimer-Treffen Perleberg für Land- und Militärfahrzeuge.